# Gregory Benford
Gregory Benford, nascut el 1941 a Mobile, Alabama, és un escriptor de ciència-ficció i professor universitari de física. A part de per les seves obres, destaca per la formulació de la llei de Benford: "En una discussió, la passió és inversament proporcional a la quantitat d'informació real disponible". També va ser el primer a escriure sobre determinats efectes dels virus informàtics. Ha rebut el premi Nebula i nominacions a altres guardons del gènere. Se l'enquadra dins l'anomenada ciència-ficció dura, per l'ús d'avenços i lleis científiques per dotar de versemblança les seves històries. Amb els escriptors David Brin i Greg Bear, va continuar amb la mítica sèrie de la Fundació d'Isaac Asimov.
Va ser el Convidat a l'acte de lliurament dels Premis UPC de Ciència-Ficció de 1996.

## Algunes obres destacades
- In the Ocean of Night (inici de la saga del Centre Galàctic)
- Jupiter Project
- Foundation's Fear
- Timescape (Cronopaisatge), la seva novel·la més famosa